# Vittorio Dan Segre
Vittorio Dan Segre (* 4. Dezember 1922 in Rivoli; † 27. September 2014 in Turin) war ein italienisch-israelischer Diplomat, Journalist und Autor.

## Leben
Segre stammt aus einer jüdischen Familie, die aus Südfrankreich nach Norditalien auswanderte; seine Eltern wurden als piemontesische Juden Bürger des geeinten Italien, an dessen Aufbau seine Großeltern und Großonkel beteiligt waren. Gekränkt von den italienischen Rassegesetzen (1938) und fasziniert von der zionistischen Propaganda emigrierte
Segre 1939 im Alter von 16 Jahren vor den Faschisten Mussolinis nach Palästina. Dort trat er während des Zweiten Weltkrieges in die britische Armee ein. Nach dem Krieg war er als israelischer Diplomat tätig, 1960 als Pressesprecher der israelischen Botschaft in Paris, später noch als Botschafter auf Madagaskar.
Nach seinem Ausscheiden aus der Diplomatie (die Verwechslung mit dem  NKWD-Agenten und „Maulwurf“  Dan Avni hatte vorübergehend seine Karriere belastet) begann Segre für den französischen Figaro zu schreiben und mit Indro Montanelli zusammenzuarbeiten, zunächst im Corriere della Sera, später in der Zeitung Il Giornale.  So begann seine wissenschaftliche und journalistische Beschäftigung mit dem Nahen Osten und Afrika. Als erste seiner Studien erschien 1967 eine „Geschichte des Schwarzen Kontinents“, 1971 ein Buch über den Wandel der israelischen Gesellschaft, 1974 eine Arbeit über das Prinzip von Autorität und Legitimität in den Entwicklungsländern und 1980 ein Essay über die Identitätskrise der Nationalstaaten.
Mitte der 1980er Jahre arbeitete Vittorio Segre als Journalist und Professor für internationale Beziehungen in Israel und Italien; er unterrichtete in Haifa, am MIT in Stanford, Turin, Mailand und Neapel. In dieser Zeit schrieb er zwei autobiografische Romane: Story of a fortunate Jew und Story of a failed diplomate (2003). Neben anderen Publikationen veröffentlichte er den Kriegsroman La guerra privata del tenente Guillet, ein Buch über Amadeo Guillet, einen Offizier der Kavallerie und Diplomatmen.
Vittorio Segre lebte und arbeitete in Lugano und Turin.

## Werk
- Israel; a society in transition. Oxford University Press, London/New York 1971.
- The high road and the low; a study in legitimacy, authority and technical aid. Allen Lane, London 1974.
- Jewish political thought and contemporary politics. Bar-Ilan University, Dept. of Political Studies 1977.
- A crisis of identity : Israel and Zionism. Oxford University Press, London/New York 1980
- La guerra privata del tenente Guillet : la resistenza italiana in Eritrea durante la seconda guerra mondiale. Corbaccio, Mailand 1993, ISBN 978-8879-7202-67
- Quest'anno a Gerusalemme : gli ebrei italiani in Israele (zusammen mit Angelo Pezzana),  Corbaccio, Mailand 1997, ISBN 978-8879-7223-15
- Memoirs of a failed diplomat. Halban, London 2004, ISBN 978-1870-0158-99
- Le metamorfosi di Israele. UTET libreria, Turin 2006, ISBN 978-8802-0740-85

deutsche Ausgaben:
- Ein Glücksrabe : die Geschichte eines italienischen Juden, München : Deutscher Taschenbuch-Verlag 1996, ISBN 978-3-423-30576-1, zuerst Frankfurt/Main, Eichborn-Verlag 1993, Reihe Die Andere Bibliothek, ISBN 978-3-8218-4101-4.